# Laserion
Laserion (ビデオ戦士レザリオン?, Bideo Senshi Rezarion) è un anime mecha giapponese creato dalla Toei Animation e trasmesso dal 1984 al 1985 sulla TBS. La serie è composta da un totale di 45 episodi.

## Trama
La storia parla di Takashi Katori e la sua migliore amica, Olivia. Un giorno, Takashi stava giocando online con il suo amico americano David, e durante la partita aveva creato un robot virtuale di nome Laserion. Nello stesso momento era in corso un esperimento scientifico, in cui si stava tentando di teletrasportare un aereo dal Giappone a New York inviando i dati attraverso un satellite, lo stesso usato dai due ragazzi per giocare: avviene quindi uno strano incidente, che causa il rimescolamento dei dati, e così ad apparire sullo schermo di Takashi è l'aereo, mentre l'oggetto a materializzarsi dall'altra parte è il robot, che diventa così un oggetto reale.
Takashi viene catturato dal governo, che è impegnato a contrastare i continui attacchi degli Orsi Neri, un gruppo di robot comandati dal dottor God Haid, un diabolico scienziato che per vendicarsi di un torto subito da un collega, il professor Bluheim, si è rifugiato sulla Luna (ora una specie di colonia abbandonata con accesso limitato). Il dott. God Haid e gli abitanti delle colonie terrestri sulla Luna e su Marte sono animati da sentimenti di astio verso il pianeta natio, dovuti alle politiche capitaliste che hanno causato inquinamento, sovrappopolazione e in conseguenza delle quali le colonie spaziali sono state trasformate in discariche per rifiuti e in luoghi di confino per i criminali. Il governo costringe Takashi a pilotare il robot Laserion per proteggere la Terra.
Takashi grazie alla superiorità tecnologica del Laserion riesce sempre ad avere la meglio e viene messo in difficoltà solo da un abile pilota (Eric Sid) ingaggiato da God Haid. Eric in un primo momento riesce ad avere la meglio e riesce quasi a spezzare in due il Laserion, ma Takashi riesce a sfuggire e, grazie ad una particolare tecnica di lotta Kendo appresa in seguito, a sconfiggere il nemico, che tuttavia viene messo in difficoltà anche perché tradito dall'alleato colonnello Inspire.
La trama prosegue senza grandi variazioni fino all'episodio 23, in cui farà la sua comparsa un nuovo e terribile nemico, l'impero alieno proveniente dal pianeta Jack. All'inizio gli alieni collaboreranno con i rivoltosi delle colonie lunari e di Marte per studiare il robot Laserion e raccogliere dati sufficienti a costruire un altro robot più potente in grado di contrastarlo, il temibile Gario Saban, pilotato da un giovane pilota di nome Gario. Il dott. God Haid si oppone alla nuova alleanza ma verrà ucciso dal suo sottoposto Mark che si trova sotto il controllo mentale dei tre alieni che per primi hanno raggiunto Marte (Ganimede, Calisto ed Io). Una volta raggiunto il loro scopo, gli alieni si sbarazzeranno degli alleati e manderanno il Gario Saban sulla Terra per distruggere Laserion. Qui terminano i primi 26 episodi trasmessi in Italia.
Dopo la comparsa del Gario Saban, il Laserion verrà messo in seria difficoltà e verrà sconfitto. Tuttavia Takashi riesce a salvarsi in extremis grazie ad un potenziamento del suo robot messo in opera dal dott. Bluheim, che farà sì che la potenza dei due robot si equivalga. Ha quindi il via tutta una serie di combattimenti tra il Laserion e i nuovi e potenti robot messi in campo dagli alieni e nel corso della trama Olivia verrà rapita. Faranno la loro comparsa anche due nuovi mech molto simili al Gario Saban e dotati della possibilità di unirsi in un unico e potente robot, che tuttavia verrà anch'esso sconfitto nel corso di un lungo e spettacolare combattimento. Alla fine Takashi riuscirà a liberare la fidanzata Olivia e tutti i prigionieri degli alieni sulla Luna, compreso il padre di Olivia. Nel frattempo l'imperatore Jack viene tradito e avvelenato dal capo delle truppe degli alieni, ma Gario riuscirà a scoprire il fatto grazie all'aiuto delle orme macchiate di sangue del gatto del defunto dottor God Haid, che ha assistito all'evento. Gario decapita il capo delle truppe e si lancia in un'ultima battaglia contro Takashi, che per ben due volte è sul punto di soccombere. Gario tuttavia viene distratto dal gatto di God Haid e Takashi ne approfitta per infliggere il colpo di grazia al nemico, riuscendo così a sconfiggere definitivamente l'impero di Jack.

## Concept
Takashi pronuncia una parola d'ordine e avvia un programma scritto in BASIC avanzato. Il Laserion quindi si scompone elettronicamente in informazioni digitali e Takashi si fonde con la realtà virtuale per diventare il pilota di un velivolo a forma di esagono, che poi forma la testa del Laserion.
Nella realtà virtuale, il velivolo si unisce con il corpo del robot e le informazioni digitali si ricompongono per formare Laserion, che usa il bazooka, la spada laser, la rete laser ed i missili come sue armi. Il Laserion può trasformarsi in un tank, in un'astronave velocissima e si può scomporre elettronicamente per teletrasportarsi a distanze anche di migliaia di km. Takashi utilizzerà varie volte questa potenzialità per sfuggire agli attacchi dei nemici e anche per tentare di raggiungere la Luna. Tuttavia l'energia necessaria per coprire questa enorme distanza verrà fornita al Laserion solo verso la fine della serie, durante lo scontro finale con l'impero di Jack.

## Doppiaggio ed edizione italiana
La serie fu importata in Italia dalla Doro TV Merchandising, ma l'edizione italiana fu interrotta dopo i primi 26 episodi. La prima parte della serie andò in onda a partire dal 1987 su alcune emittenti locali.
| Personaggio              | Doppiatore italiano                    | Doppiatore originale |
| ------------------------ | -------------------------------------- | -------------------- |
| Takashi (Satoshi) Katori | Alessio Cigliano                       | Tōru Furuya          |
| Olivia                   | Monica Ward                            | Keiko Han            |
| Sarah (Yoko Sahara)      | Graziella Polesinanti e Daniela Caroli | Eiko Hisamura        |
| Sylvester                | Ambrogio Colombo                       | Keiichi Noda         |
| Bluheim                  | Marco Mete                             | Masaya Taki          |
| God Haid                 | Ambrogio Colombo                       | Eiji Kanie           |
| Kensuke Katori           |                                        | Eiji Kanie           |
| Gear Rio                 |                                        | Mori Isao            |
| Ismail                   | Massimo Milazzo                        |                      |
| Monroe                   |                                        | River Youko          |
| Padre di Takashi         | Massimo Milazzo                        |                      |
| Charles                  | Bruno Cattaneo                         | Norio Wakamoto       |
| David                    | Stefano Onofri                         | Yoku Shioya          |

## Episodi
| Nº | Titolo italiano Giapponese 「Kanji」 - Rōmaji                                        | In onda           | In onda |
| Nº | Titolo italiano Giapponese 「Kanji」 - Rōmaji                                        | Giapponese        |         |
| 1  | Un gioco pericoloso 「夢のロボットゲーム」 - Yume no robotto geemu                   | 4 marzo 1984      |         |
| 2  | Amici per la pelle 「逃げろデビッド」 - Nigero debitto                               | 11 marzo 1984     |         |
| 3  | Una brutta avventura 「泣かないで、母さん」 - Nakanai de kaa-san                     | 18 marzo 1984     |         |
| 4  | Attacco alla Terra 「死の花を咲かせるな」 - Shi no hana wo sakaseru na               | 25 marzo 1984     |         |
| 5  | Fuga dalla Luna 「月からの手紙」 - Tsuki kara no tegami                              | 1º aprile 1984    |         |
| 6  | UFO, nemico o alleato? 「敵? 味方? UFO」 - Teki? mikata? ufo                         | 8 aprile 1984     |         |
| 7  | L'importanza dell'amicizia 「友情のメロディ」 - Yūjō no merodi                       | 15 aprile 1984    |         |
| 8  | Un avversario pericoloso 「強敵! エリック・シッド」 - Kyōteki! erikku.shiddo         | 22 aprile 1984    |         |
| 9  | Un nemico implacabile 「勝利へのインプット」 - Shōri e no inputto                    | 29 aprile 1984    |         |
| 10 | Un eroe disperato 「平和の甘い香り」 - Heiwa no amai kaori                           | 6 maggio 1984     |         |
| 11 | Regalo di compleanno 「悪魔の誕生日」 - Akuma no tanjō bi                            | 13 maggio 1984    |         |
| 12 | Nemici per forza 「さらば熱砂の友よ」 - Saraba nessa no tomo yo                      | 20 maggio 1984    |         |
| 13 | La giornata mondiale della pace 「休日戦争」 - Kyūjitsu sensō                        | 27 maggio 1984    |         |
| 14 | Corri Olivia! 「走れオリビア」 - Hashire oribia                                      | 3 giugno 1984     |         |
| 15 | Fuga per la vittoria 「逃げるが勝ち」 - Nigeru ga kachi                              | 10 giugno 1984    |         |
| 16 | Il matrimonio di Charles 「再会のときめき」 - Saikai no tokimeki                     | 17 giugno 1984    |         |
| 17 | La scomparsa di Takashi 「消えた敬の謎」 - Kieta kei no nazo                         | 24 giugno 1984    |         |
| 18 | Una nuova amica 「ハロー転校生」 - Harō tenkōsei                                     | 1º luglio 1984    |         |
| 19 | Ridotti alla fame 「ハラペコ戦争」 - Harapeko sensō                                  | 8 luglio 1984     |         |
| 20 | Il nemico è tra noi 「忍びよる黒雲」 - Shinobi yoru kurokumo                         | 15 luglio 1984    |         |
| 21 | Una recluta difficile 「のろまのカバを特訓せよ!」 - Noroma no kaba wo tokkun seyo!   | 22 luglio 1984    |         |
| 22 | Dorba il ribelle 「レザリオン奪取計画」 - Rezarion dasshu keikaku                    | 29 luglio 1984    |         |
| 23 | Un nuovo nemico 「火星が牙をむく時」 - Kasei ga kiba wo muku toki                    | 19 agosto 1984    |         |
| 24 | La pazienza ha un limite 「その時父の声が・・・」 - Sono toki chichi no koe ga...... | 26 agosto 1984    |         |
| 25 | La piovra 「宇宙戦艦の反乱」 - Uchū senkan no hanran                                 | 2 settembre 1984  |         |
| 26 | Flotta aliena in vista 「迫るジャーク帝国」 - Semaru jaaku teikoku                   | 9 settembre 1984  |         |
| 27 | 「12時間の死闘」 - 12 jikan no shitō                                                 | 16 settembre 1984 |         |
| 28 | 「勝利への愛の讃歌」 - Shōri e no ai no sanka                                        | 23 settembre 1984 |         |
| 29 | 「幻惑のツイン兄弟」 - Genwaku no tsuin kyōdai                                       | 30 settembre 1984 |         |
| 30 | 「ハワイ決戦の日」 - Hawai kessen no hi                                              | 7 ottobre 1984    |         |
| 31 | 「たった一人の突撃」 - Tatta hitori no totsugeki                                     | 14 ottobre 1984   |         |
| 32 | 「決死の攻防戦」 - Kesshi no kōbō sen                                                | 21 ottobre 1984   |         |
| 33 | 「ジャーク大帝出現」 - Jaaku taitei shutsugen                                        | 28 ottobre 1984   |         |
| 34 | 「月から帰ったパパ」 - Tsuki kara kaetta papa                                        | 4 novembre 1984   |         |
| 35 | 「幻僧バンズの幻夢」 - Kai sō banzu no maboroshi yume                                | 11 novembre 1984  |         |
| 36 | 「サバンナの怪要塞」 - Sabanna no kai yōsai                                          | 18 novembre 1984  |         |
| 37 | 「砂漠に燃える友情」 - Sabaku ni moeru yūjō                                          | 25 novembre 1984  |         |
| 38 | 「黄金のピラミッド」 - Ougon no piramiddo                                            | 2 dicembre 1984   |         |
| 39 | 「ジャーク大帝、動く!!」 - Jaaku taitei ugoku!!                                      | 9 dicembre 1984   |         |
| 40 | 「オリビア救出作戦」 - Oribia kyūshutsu sakusen                                      | 30 dicembre 1984  |         |
| 41 | 「決死の38万キロ」 - Kesshi no 38 man kiro                                           | 6 gennaio 1985    |         |
| 42 | 「生か死か大脱出」 - Sei ka shi ka. dai dasshutsu                                    | 13 gennaio 1985   |         |
| 43 | 「大帝・月へ到着」 - Taitei. tsuki e tōchaku                                         | 20 gennaio 1985   |         |
| 44 | 「反乱」 - Hanran                                                                    | 27 gennaio 1985   |         |
| 45 | 「決戦」 - Kessen                                                                    | 3 febbraio 1985   |         |

## Sigle
Sigla di apertura
"Video Senshi Laserion" di Takayuki Miyauchi
Sigla di chiusura
"Heart Full Hotline" di Kumiko Kaori

## Reazione del pubblico
Malgrado il tempismo eccellente da parte della Bandai, nel mettere in commercio il giocattolo di Laserion (versione St e DX) all'apice dell'eccellente popolarità del robot negli anni ottanta, anche sotto l'etichetta di Godaikin negli USA, il giocattolo non vendette così bene in Giappone ed in Hong Kong. Il giocattolo non si trasformava, aveva solo la navicella staccabile come parte della testa. Il fattore divertimento è stato considerato limitato e solo il successo dell'anime ha trasportato la popolarità del giocattolo.
Fu uno dei primi anime ad affrontare il concetto di realtà virtuale e gioco on-line. Da questo punto di vista, ha influenzato molte serie successive, benché Tron avesse già esposto questi concetti in occidente. Fu anche uno dei primi anime (assieme a poche altre eccezioni come General Daimos) a offrire una visione delle scontro tra "buoni" e "cattivi" non banale e semplicistico. Gli abitanti delle colonie lunari e di Marte non vengono infatti descritti come puramente malvagi, ma anche come vittime delle politiche spregiudicate attuate nel nostro pianeta, che hanno portato al proliferare incontrollato della popolazione e insieme anche del consumismo e dei rifiuti. Le colonie vengono sfruttate dagli abitanti della Terra come discariche per scorie nucleari e come luoghi di confino per i peggiori criminali, come ribadito da Mark, sottoposto del dott. God Haid che, anche se nell'anime è un antagonista, fa anche un'amara riflessione sulla situazione del mondo attuale. In questo senso l'anime ha anche il merito di allacciarsi a problemi e tematiche molto attuali e forse anche per questo motivo gli abitanti delle colonie non vengono dipinti come il male assoluto e ad un certo punto si fa subentrare il nuovo nemico alieno.